# Themara lunifera
Themara lunifera är en tvåvingeart som beskrevs av Erich Martin Hering 1938. Themara lunifera ingår i släktet Themara och familjen borrflugor. Inga underarter finns listade i Catalogue of Life.